# Opération des Nations Unies en Côte d’Ivoire
Die Operation der Vereinten Nationen in Côte d’Ivoire (UNOCI) (von französisch Opération des Nations Unies en Côte d’Ivoire, ONUCI; auch unter der englischen Bezeichnung United Nations Operation in Côte d’Ivoire, UNOCI, bekannt) war eine Friedensmission der Vereinten Nationen im Staat Elfenbeinküste, die von 2004 bis 2017 durchgeführt wurde.
Sie war zunächst für ein Jahr nach Kapitel VII durch die Resolution 1528 (2004) autorisiert und wurde durch die Resolutionen des UN-Sicherheitsrates 1609 (2005), 1880 (2009), 1924 (2010) und 1933 (2010) verlängert. Am 30. Juni 2017 lief das zuletzt durch Resolution 2284 (2016) verlängerte Mandat aus.
Die Resolution 1609 koordinierte die Mission mit den französischen Streitkräften der Opération Licorne im Land.
Aïchatou Mindaoudou (Niger) leitet zuletzt die Friedensmission, während Major General Didier L’Hôte (Frankreich) Leiter der Streitkräfte war.

## Einsatz
Der Einsatz der ONUCI begann am 4. April 2004 und ersetzte den der Mission des Nations Unies en Côte d'Ivoire (MINUCI). Diese war eine politische Mission, um die Voraussetzungen zu schaffen, die von den Bürgerkriegsparteien in ihrem Friedensabkommen vom Januar 2003 vereinbart worden waren.

## Parlamentswahlen 2010
Die zunächst 2005 geplanten Parlamentswahlen wurden mehrfach verschoben und fanden letztendlich Ende 2010 statt. Nach der Verkündung des Wahlergebnisses flammte der ivorische Konflikt wieder auf. Daraufhin sind laut UNOCI allein in den ersten vier Wochen 210 Menschen getötet worden.
Am 18. Dezember 2010 forderte Laurent Gbagbo die UN-Friedenstruppen auf, umgehend das Land zu verlassen, da sie sich im Streit um den Ausgang der Wahl nicht neutral verhalten hätten. Der Sicherheitsrat der Vereinten Nationen verlängerte stattdessen das Mandat der Mission am 20. Dezember 2010 um ein halbes Jahr und stockte das Personal auf.
Die UN sprach am 26. Dezember von 14.000 Flüchtlingen, die nach Liberia unterwegs sind.
Am 30. Dezember forderte der Leiter der UN-Mission in der Elfenbeinküste Zutritt zu mutmaßlichen Massengräbern. Gbagbo ergebene Sicherheitskräfte hatten UN-Mitarbeiter an der Kontrolle eines Gebäudes gehindert, in dem bis zu 80 Leichen vermutet würden.
Am 19. Januar 2011 beschloss der UN-Sicherheitsrat in der Resolution 1967 die Aufstockung der ONUCI um 2.000 auf insgesamt 11.800 Mann.
Zwischenzeitlich wurde Laurent Gbagbo beim Internationalen Strafgerichtshof in den Haag wegen Verbrechen gegen die Menschlichkeit im Zusammenhang mit den Ausschreitungen nach den Wahlen in den Jahren 2010–2011 angeklagt.

## Aufgaben
Zu den Aufgaben der ONUCI gehörte zuvorderst die Unterbrechung der Feindseligkeiten und der Bewegung bewaffneter Verbände im Land. Danach folgten die Entwaffnung, Demobilisierung und Reintegrierung der Kämpfer (DDR), die Vernichtung aller Waffen sowie die Repatriierung und Wiederansiedlung der Zivilbevölkerung. Die ONUCI war berechtigt zum Schutz der Zivilbevölkerung von der Waffe Gebrauch zu machen. Unterstützt wurde sie dabei von United Nations Mission in Sierra Leone (UNAMSIL) und United Nations Mission in Liberia (UNMIL) durch die Kontrolle jeglichen Grenzverkehrs zu Lande, zu Wasser und in der Luft, um das Waffenembargo zu gewährleisten.
Zu den weiteren Aufgaben der ONUCI gehörten die Unterstützung durch humanitäre Hilfe, die Reorganisation staatlicher Verwaltung, die Organisation offener, freier, fairer und transparenter Wahlen, die Aufrechterhaltung der öffentlichen Ordnung, die Einhaltung der Menschenrechte und die Zugänglichmachung von öffentlichen Informationen.